# 弗氏突吻鱈
弗氏突吻鱈為輻鰭魚綱鱈形目鼠尾鱈科的其中一種，分布於南冰洋海域，深度2525-3931公尺，體長可達60公分，屬深海底棲性魚類，棲息在大陸坡底層水域，生活習性不明。

## 扩展阅读
維基物種上的相關：弗氏突吻鱈